# Dollar bélizien
Pour les articles homonymes, voir BZD.
Le dollar belizien ou dollar de Belize (BZD) est la monnaie du Belize depuis 1885. Il est généralement représenté par le signe $, ou BZ$ lorsqu'on souhaite le distinguer des autres monnaies utilisant la dénomination « dollar ».

## Pièces
1 cent , 5 cents , 10 cents , 25 cents , 50 cents , 1 $

## Billets
1, 2, 5, 10, 20 , 50 et 100 dollars